# 水滴 (電影)
《水滴》（英語：Waterdrop）是一部2015年的科幻短片，由王壬執導。短片取材自刘慈欣的科幻小說《三体II：黑暗森林》。

## 劇情
鏡頭由微觀到宏觀，展現三體文明探測器「水滴」面臨地球太空艦隊方陣時的一刻。

## 獎項
| 頒獎典禮                    | 獎項       | 結果 |
| --------------------------- | ---------- | ---- |
| 第1屆全球華語科幻電影星雲獎 | 最佳短片獎 | 獲獎 |

## 外部連結
- 互联网电影数据库（IMDb）上《水滴》的资料（英文）
- 豆瓣电影上《水滴》的資料 （简体中文）